# Kurt Seibt

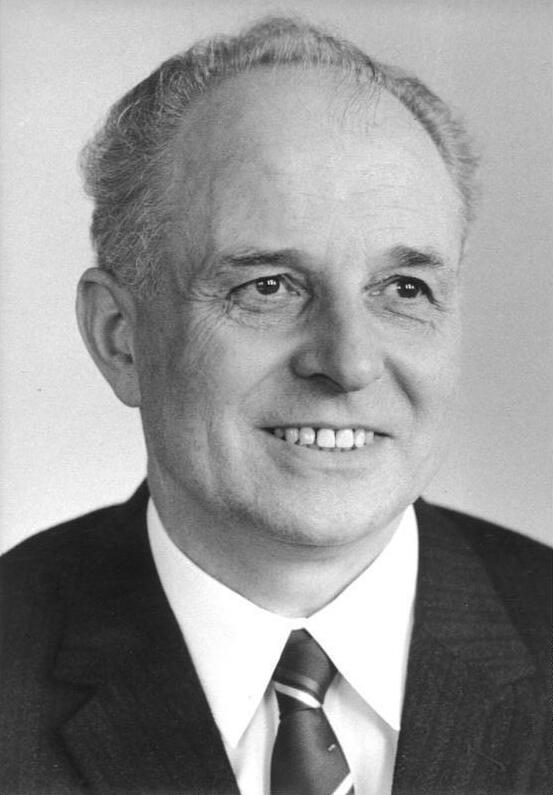
Kurt Seibt (1967)

Kurt Max Karl Seibt (* 13. Februar 1908 in Rixdorf, Kreis Teltow; † 21. Juni 2002 in Zeuthen) war ein deutscher KPD-Funktionär und SED-Politiker. Er war Vorsitzender der Zentralen Revisionskommission der SED und Minister für Anleitung und Kontrolle der Bezirks- und Kreisräte der DDR.

## Leben

### Ausbildung und Beruf
Seibt war der Sohn eines Glasschleifers. Nach dem Besuch der Volksschule absolvierte er drei Abendsemester lang die Höhere Technische Lehranstalt für Hoch- und Tiefbau und machte von 1922 bis 1926 eine Ausbildung zum Metalldrücker in Berlin-Oberschöneweide. Von 1926 bis 1933 arbeitete er als Tiefbauarbeiter und Steinsetzer.

### Jugendfunktionär
Er trat 1922 der Sozialistischen Arbeiterjugend, 1924 dem Kommunistischen Jugendverband Deutschlands (KJVD) und dem Deutschen Metallarbeiter-Verband (DMV) bei. Von 1924 bis 1926 war er Branchenjugendleiter im DMV Berlin, von 1927 bis 1930 Erster Sekretär der KJVD-Unterbezirks Berlin-Kreuzberg, von 1930 bis 1931 Landesjugendleiter der Roten Sporteinheit Brandenburg und Mitglied der KJVD-Bezirksleitung.

### Parteifunktionär, Widerstand und Haft
Seit 1932 Mitglied der KPD und ihrer Bezirksleitung Berlin-Brandenburg. Von 1934 bis 1939 war er Bühnenarbeiter und Theatermeister am Deutschen Theater Berlin und Mitglied der illegalen Parteileitung der KPD in Berlin-Bohnsdorf unter der Leitung von Willi Gall. Am 8. Dezember 1939 wurde er verhaftet und 1941 vom Volksgerichtshof wegen „Zersetzung der deutschen Wehrkraft und Vorbereitung zum Hochverrat“ zu lebenslangem Zuchthaus verurteilt. Bis 1945 war er Häftling im Zuchthaus Brandenburg-Görden.

### Politiker in der DDR

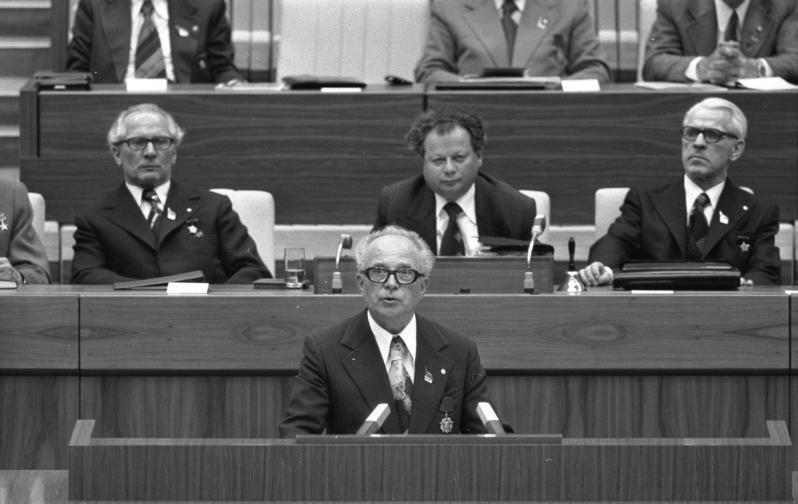
Seibt erstattet auf dem IX. Parteitag der SED 1976 den ZRK-Bericht

1945/1946 war Seibt Erster Sekretär der Kreisleitung Brandenburg und Mitglied der Landesleitung Brandenburg der KPD sowie Vorsitzender des Landesorganisationsbüros der Konsumgenossenschaften. Von 1946 bis 1952 war er Sekretär der SED-Landesleitung Brandenburg, von 1946 bis 1948 Aufsichtsratsvorsitzender des Konsumverbandes Brandenburg. Von 1947 bis 1952 war Seibt Abgeordneter des brandenburgischen Landtages und dort ab 1950 bis 1952 Fraktionsvorsitzender der SED. Von 1952 bis 1964 war er, unterbrochen von einem Studium an der Parteihochschule der KPdSU in Moskau (1956/1957), Erster Sekretär der SED-Bezirksleitung Potsdam. Außerdem war er seit 1950 Kandidat, von 1954 bis 1989 Mitglied des Zentralkomitees der SED. Er war von 1953 bis 1989 Abgeordneter der Volkskammer und zwischen 1954 und 1963 auch Vorsitzender ihres Wahlprüfungsausschusses.
Vom 3. Juni 1964 bis 22. Dezember 1965 war Seibt Minister für die Anleitung und Kontrolle der Bezirks- und Kreisräte und Mitglied des Präsidiums des Ministerrates, 1966/1967 kurzzeitig Sekretär des Komitees der Antifaschistischen Widerstandskämpfer. Von 1967 bis 1989 war er als Nachfolger von Fritz Gäbler Vorsitzender der Zentralen Revisionskommission der SED und ab 1976 bis 1989 zugleich auch Vorsitzender des Solidaritätskomitees der DDR.

## Auszeichnungen
- 6. Mai 1955 Vaterländischer Verdienstorden in Silber
- 1965 Vaterländischer Verdienstorden in Gold
- 1968 und 1988 Karl-Marx-Orden
- 1973 Ehrenspange zum Vaterländischen Verdienstorden
- 1978 Stern der Völkerfreundschaft
- 1983 Großer Stern der Völkerfreundschaft

## Veröffentlichungen
- Internationale Solidarität. Grundlegendes Prinzip der DDR-Politik, Berlin 1978.
- Bericht der Zentralen Revisionskommission der Sozialistischen Einheitspartei Deutschlands: X. Parteitag der SED, 11. bis 16. April 1981 in Berlin. Dietz-Verlag, Berlin 1981.
- Bericht der Zentralen Revisionskommission der Sozialistischen Einheitspartei Deutschlands: XI. Parteitag der SED, Berlin, 17. bis 21. April 1986. Dietz-Verlag, Berlin 1986. ISBN 3-320-00662-2
- Die Aufgaben und die Arbeitsweise der Revisionskommissionen der SED. Auf dem sicheren Kurs des XI. Parteitages der SED, Berlin 1987.